# Ferdinand Virieux
Ferdinand Virieux, né le 15 novembre 1855 à L'Étivaz et mort le 31 janvier 1924 à Lausanne, est un avocat, un juge, un directeur de banque et une personnalité politique suisse, membre du Parti radical-démocratique,.

## Biographie
De confession protestante, originaire de Carouge, Ferdinand Virieux est le fils de Joseph Virieux et de Catherine Piccard. Il épouse Albertine Chevalley. Il fait des études de droit à l'académie de Lausanne et à Leipzig et obtient sa licence en 1879 avant de faire un stage d'avocat dans l'étude de Louis Ruchonnet. Ayant obtenu son brevet en 1881, il travaille comme avocat à Yverdon dès 1883, puis comme associé d'Eugène Ruffy à Lausanne dès 1885. Il est en outre substitut du procureur général dès 1886 et juge cantonal dès 1889. Il est le directeur de la Banque cantonale vaudoise de 1912 à son décès et membre du conseil de la Banque nationale suisse. Il a le grade de lieutenant-colonel dans l'Armée suisse,.

### Carrière politique
Membre du Parti radical-démocratique, Ferdinand Virieux est élu conseiller d'État le 4 février 1891 ; il y est responsable du département de justice et police, puis de celui de l'nstruction publique et des cultes dès 1900 et de celui des finances entre 1901 et le 22 décembre 1912,.